# 마낭군
마낭군은 사뚠주의 행정 구역이다. 이 지역의 총 인구 수는 2005년 기준으로 14611명이다. 인구 밀도는 70.3km2이다.

## 행정 구역
| 번호 | 지명             | 태국어 지명 | 빌리지 | 인구  |  |
| 1.   | Palm Phatthana   | ปาล์มพัฒนา    | 9      | 8,347 |  |
| 2.   | Nikhom Phatthana | นิคมพัฒนา     | 9      | 6,264 |  |